# جائزة بوينس آيرس الكبرى 1936
جائزة بوينس آيرس الكبرى 1936 هو سباق فورمولا 1 أقيم بتاريخ 18 أكتوبر 1936.